# Hero (álbum de Super Junior)
Hero é o álbum de estúdio de estreia japonês (sétimo, no total) da boy band sul-coreana Super Junior, lançado em 24 de julho de 2013, através da Avex Trax. O álbum alcançou o primeiro lugar na Oricon em seu primeiro dia de vendas.

## Antecedentes
Após de lançar uma série de singles no Japão ao longo dos anos, o grupo lançou seu primeiro álbum de estúdio no país, em 24 de julho de 2013, coincidindo com a data de um show da turnê Super Show 5, em Tóquio, na mesma semana. Embora os singles não tenham sido considerados por sua gravadora sul-coreana, a SM Entertainment, como trabalhos promocionais oficiais japoneses, todos eles venderam favoravelmente. A maioria ficou nas primeiras posições na Oricon, e deles três foram certificadas ouro pela RIAJ, por vender mais de cem mil cópias no Japão. A maioria de seus lançamentos japoneses coincidiram com a data de algum concerto do grupo no país.
O primeiro disco do álbum inclui treze faixas. O segundo disco contém versões japonesas de singles dos subgrupos e seus b-sides, e o DVD contém videoclipes, making-ofs e performances ao vivo de seu concerto mais recente no Japão, especificamente, o A-Nation e também da turnê do Super Junior-K.R.Y..

## Promoção
Super Junior teve eventos de lançamento em Tóquio e Osaka no mês de agosto, e promoveu "Hero" durante o Super Show 5 no Tokyo Dome, nos dias 27 e 28 de julho, e também através do A-Nation. O grupo também realizou uma reunião com seu fã-clube oficial japonês no Saitama Super Arena, em setembro, para promover o álbum.
Um dia antes do lançamento de Hero, a Estação de Shinjuku foi coberta com anúncios promocionais do grupo, assim como no Shibuya Tsutaya.

## Performance comercial
Um mês antes do lançamento, Hero alcançou o segundo lugar na Tower Records japonesa, no gráfico de pré-venda. Até 1º de julho, a versão CD only havia se esgotado na loja oficial do ELF Japan.
Em 24 de julho de 2013, o álbum estreou no número um no gráfico diário da Oricon, vendendo 52.232 cópias no primeiro dia. Na primeira semana de vendas, Hero vendeu 102.224 cópias, ficando em segundo lugar no gráfico semanal da parada japonesa.

## Lista de faixas
| CD 1           |                                             |                   |                                                                   |         |  |
| N.º            | Título                                      | Letras            | Música                                                            | Duração |  |
| 1.             | "Intro -Superman Prelude-"                  |                   | Yoo Young-jin                                                     | 1:09    |  |
| 2.             | "★BAMBINA★"                                 | Sara Sakurai      | Andreas Carlsson, Erik Lidbom                                     | 4:24    |  |
| 3.             | "Sexy, Free & Single" (versão japonesa)     | Leonn             | "Obi" Klein, Thomas Sardorf, Lasse Lindorff                       | 3:44    |  |
| 4.             | "Mr. Simple" (versão japonesa)              | Goro Matsui       | Yoo Young-jin                                                     | 4:00    |  |
| 5.             | "Opera" (versão japonesa)                   | Masanori Nagaoka  | Thomas Troelsen, Engelina Larsen                                  | 3:02    |  |
| 6.             | "Wonder Boy" (versão japonesa)              | Sara Sakurai      | Kim Sang Soo                                                      | 3:18    |  |
| 7.             | "Our Love" (versão japonesa)                | Leonn             | Yoo Jae Ha                                                        | 6:11    |  |
| 8.             | "A-Cha" (versão japonesa)                   | Leonn             | Hitchhiker                                                        | 3:19    |  |
| 9.             | "Bijin (Bonamana)" (美人) (versão japonesa) | Goro Matsui       | Yoo Young-jin                                                     | 3:59    |  |
| 10.            | "Tuxedo"                                    | H.U.B             | JD Walker, Kelly Sheehan, Robert Mario, Mauli Bonner              | 3:52    |  |
| 11.            | "Way"                                       | Hikari            | Hikari                                                            | 4:47    |  |
| 12.            | "Hero"                                      | Natsumi Kobayashi | G'harah PK Degeddingseze, Jamie Jones, Jack Kugell, Jason Pennock | 4:40    |  |
| 13.            | "Hero - Performance ver.-" (faixa bonus)    | Natsumi Kobayashi | G'harah PK Degeddingseze, Jamie Jones, Jack Kugell, Jason Pennock | 4:40    |  |
| Duração total: | Duração total:                              | Duração total:    | Duração total:                                                    | 51:06   |  |

| CD 2 |                                                                       |         |  |
| N.º  | Título                                                                | Duração |  |
| 1.   | "I Wanna Dance" (Super Junior Donghae & Eunhyuk)                      | 3:27    |  |
| 2.   | "Perfection" (Super Junior-M)                                         | 3:25    |  |
| 3.   | "Promise You" (Super Junior-K.R.Y.)                                   | 4:09    |  |
| 4.   | "For Tomorrow" (明日のために) (Ashita no Tameni) (Sungmin com Moeyan) | 4:51    |  |
| 5.   | "Destiny" (Super Junior-M)                                            | 4:46    |  |
| 6.   | "Oppa, Oppa" (Super Junior Donghae & Eunhyuk)                         | 3:17    |  |
| 7.   | "Rock&Go" (Super Junior-T com Moeyan)                                 | 2:59    |  |
| 8.   | "Love That I Need" (com Henry) (Super Junior Donghae & Eunhyuk)       | 3:24    |  |
| 9.   | "First Love" (Donghae)                                                | 2:06    |  |
| 10.  | "Hanamizuki" (ハナミズキ) (Super Junior-K.R.Y.)                       | 5:05    |  |

### DVD
| Videoclipes 1. Mr. Simple 2. Opera 3. Sexy, Free & Single 4. Hero 5. Oppa, Oppa 6. Promise You 7. I Wanna Dance 8. I Wanna Dance (Room Version) 9. Rock&Go 10. Hanamizuki Making-of 1. Hero | a-nation 2012 stadium fes. 1. Backstage ～ Superman 2. Mr. Simple 3. Sorry, Sorry 4. Sexy, Free & Single Super Junior-K.R.Y. Special Winter Concert @Kobe World Hall 1. Sorry, Sorry - Answer 2. From U 3. Hanamizuki 4. Loving You |

## Desempenho nas tabelas musicais
| País  | Parada                      | Melhor posição |
| ----- | --------------------------- | -------------- |
| Japão | Oricon Daily Albums Chart   | 1              |
| Japão | Oricon Weekly Albums Chart  | 2              |
| Japão | Oricon Monthly Albums Chart | 7              |
| Japão | Oricon Yearly Albums Chart  | 49             |

### Vendas e certificações
| País/Associação | Certificação | Vendas    |
| --------------- | ------------ | --------- |
| Japão - RIAJ    | Ouro         | + 122,373 |

## Histórico de lançamento
| País  | Data                | Formato              | Gravadora | Edição      |
| ----- | ------------------- | -------------------- | --------- | ----------- |
| Japão | 24 de julho de 2013 | CD, download digital | Avex Trax | CD only     |
| Japão | 24 de julho de 2013 | CD, download digital | Avex Trax | 2 CD + DVD  |
| Japão | 24 de julho de 2013 | CD, download digital | Avex Trax | E.L.F Japan |